# Jackson, Mississippi
Jackson je najveći i glavni grad američke savezne države Mississippi. Administrativno pripada okruzima Hinds, Madison i Rankin.

## Povijest
Područje na kojem se nalazi grad izvorno je pripadalo Choctaw indijancima. Pod pritiskom američke vlade, Choctaw indijanaci su potpisali ugovor 1830. godine, kojim su se obavezali iseliti iz svih zemalja istočno od rijeke Mississippi. Iako su mnogi indijanci preselili u Oklahomu, značajan broj odlučio da ostanu u svojoj domovini, navodeći jedan članak ugovaora.
Područje na kojem je sada Jackson je u početku nazivano Parkerville prvi naseljenik je bio Louis LeFleur, kanadsko francuski trgovac, naselio se uz povijesni "Natchez Trace trgovački put". Područje je onda postalo poznato kao LeFleur's Bluff. LeFleur's Bluff osnovana je na temelju potreba za glavnim gradom države Mississippi. 1821. godine, Skupština države Mississippi, na sastanku u tadašnjem glavnome gradu Natchezu, poslala je Thomasa Hinds, Jamesa Pattona i Williama Lattimorea da nađu mjesto za novi glavni grad. Njihovo izvješće Glavnoj skupštini je bilo da je područje današnjega grada lijep i zdrav okoliš, dobra voda, bogate šume, plovni putevi i dobra lokacija i blizina Natcheza. 

## Stanovništvo
Prema popisu stanovništva iz 2000. godine grad je imao 184.256 stanovnika, 67.841 domaćinstava i 44.488 obitelji koje su živjele na području grada, prosječna gustoća naseljenosti bile je 678 stan./km².
Prema rasnoj podjeli u gradu živi najviše afroamerikanaca kojih ima 70,6%, bijelci 27,8%,azijata 0,11%, indijanaca 0,1%, pacifičke rase 0,01%, ostali 0.2%,izjašnjeni kao dvije ili više rasa 0,7%. Od ukupnoga broja stanovnika njih 0,11% stanovništva su latinoamerikanci ili hispanjolci.

## Vanjske poveznice
- Službene stranice grada

### Ostali projekti
|  | Zajednički poslužitelj ima još gradiva o temi Jackson, Mississippi |